# عاصفة فبراير الثلجية في أمريكا الشمالية (2013)
عاصفة فبراير الثلجية في أمريكا الشمالية (2013) أو عاصفة نيمو الشتوية أو عاصفة 2013 الثلجية كانت عاصفة ثلجية قوية ضربت أمريكا الشمالية في 7 فبراير (شباط) 2013، وأثرت بشكل رئيسي على شمال شرق الولايات المتحدة وأجزاء من كندا،
ونتج عنها تساقط كثيف للثلوج مع هبوب رياح عاتية. تطورت عاصفة 2013 الثلجية من اندماج منطقتين منخفضتين جويًا، ثُمّ عبرت المحيط الأطلسي تُؤثرة على كل من أيرلندا والمملكة المتحدة، وقد صُنفت عاصفة عام 2013 الثلجية حينما ضربت الأجزاء الشمالية الشرقية في الولايات المتحدة الأمريكية كعاصفة من الفئة الثالثة على مقياس تأثير تساقط الثلوج في الشمال الشرقي، مما جعلها تُصنّف كعاصفة شتوية كبيرة.
تشكلت عاصفة أمريكا الشمالية الثلجية لعام 2013 من منخفض جوي، نشأ في السهول الشمالية للولايات المتحدة الأمريكية، وأنتج كميات معتدلة من الثلوج في منطقة البحيرات العظمى في الولايات المتحدة الأمريكية وكندا. ثُمّ أدى المنخفض الجوي الثاني، والذي نشأ في ولاية تكساس الأمريكية، إلى هطول أمطار غزيرة وفيضانات في معظم أنحاء جنوب شرق ووسط المحيط الأطلسي في الولايات المتحدة الأمريكية. وسُرعان ما اندمج المنخفضين الجويين قبالة الساحل الشمالي الشرقي في 8 فبراير (شباط) 2013، وتسبّب هذا الاندماج في تساقط ثلوج كثيفة على أجزاء واسعة من شمال ولاية نيوجيرسي، ومدينة نيويورك، ثُمّ تحركت العاصفة عبر شرق مدينة نيو إنجلاند حتى وصلت إلى ساحل ولاية مين، ثُمّ إلى مدينة أونتاريو في كندا.
بلغ الحجم الإجمالي للثلوج المتساقطة في مدينة بوسطن بولاية ماساتشوستس كنتيجة لعاصفة عام 2013 الثلجية 24.9 بوصة (63 سم)، وهو ما يُمثّل خامس أعلى إجمالي ثلج متساقط سُجّل على الإطلاق في المدينة على مدار تاريخها. كما سجلت مدينة نيويورك رسميًا 11.4 بوصة (29 سم) من الثلوج المتساقطة في منطقة سنترال بارك، وسجلت مدينة بورتلاند بولاية مين رقمًا قياسيًا بلغ 31.9 بوصة (81 سم). أما أعلى تساقط للثلوج خلال عاصفة عام 2013 الثلجية، فقد سُجّل في مدينة هامدن بولاية كونيتيكت، وبلغ 40 بوصة (100 سم)، وسُجل ثاني أعلى ثلج إجمالي متساقط في ولاية كونيتيكت في مدينة ميلفورد، وبلغ 38 بوصة (97 سم). كذلك شهدت العديد من المدن المحيطة تساقط ما لا يقل عن قدم واحدة (30 سم) من الثلوج. وبالإضافة إلى تساقط الثلوج بكثافة، فقد سُجّلت في بعض المناطق هبات رياح بقوة الإعصار، حيث وصلت سُرعة الرياح في مقاطعة نوفا سكوشا الكندية إلى 102 ميل في الساعة (164 كم/ساعة)، ووصلت سرعة الرياح في منطقة جبل ديزرت روك بولاية مين إلى 89 ميل في الساعة (143 كم/ساعة)، كما وصلت سرعة الرياح إلى 84 ميل في الساعة (135 كم/ساعة) قبالة ساحل كاتيهونك في ولاية ماساتشوستس. شهدت مدينة بوسطن أيضًا عاصفة مدية بلغ ارتفاعها 4.2 قدمًا (1.3 مترًا)، مما جعلها رابع أعلى موجة تشكلت خلال عاصفة عام 2013 الثلجيى. أثرت عاصفة عام 2013 الثلجية بعد ذلك على منطقة كندا الأطلسية بعد أن ضربت شمال شرق الولايات المتحدة الأمريكية.
أصدرت خدمة الأرصاد الجوية الوطنية في الولايات المتحدة الأمريكية التحذيرات استعدادًا لعاصفة عام 2013 الثلجية، وأعلن حكام الولايات حالة الطوارئ في جميع أنحاء ولايات نيو إنجلاند ونيويورك، كما ألغيت الرحلات الجوية في العديد من المطارات الرئيسية في جميع أنحاء المنطقة، وفرض حظر التجول في 8 فبراير (شباط) 2013 في عدة ولايات، بينما بقي المئات عالقين في جزيرة لونغ آيلاند في وقت متأخر من يوم 8 فبراير (شباط) 2013 نتيجة لتراكم الثلوج بسرعة، تسبب هبوب الرياح القوية أيضًا بالتزامن مع تساقط الثلوج الرطبة الكثيفة في انقطاع الكهرباء عن 700 ألف شخص في ذروة العاصفة. وقد لقي ثمانية عشر شخصًا على الأقل حتفهم بسبب عاصفة عام 2013 الثلجية.